# Part Afuh
Part Afuh est une localité du Cameroun située dans la commune de Santa et le département de la Mezam, dans la Région du Nord-Ouest.

## Population
Lors du recensement de 2005, on y a dénombré 54 personnes.